# Mehanička trombektomija nakon moždanog udara
Mehanička trombektomija nakon moždanog udara jedna je od neurohirurški inteventnih metoda odstranjivanje tromba iz mozga pacijenta koji je pretrpeo moždani udara. Mehanička trombektomija je novi modalitet lečenja za podskup akutnih ishemijskih moždanih udara za koji se pokazalo da je vrlo efikasan (NNT približno 3);  međutim, biće neophodno u budućnosti prevazići neke praktične poteškoće da bi tretman bio univerzalno i masovnije primenjen.  

## Istorija
Dugo godina se intravenska primena rekombinantnih tkivnih aktivatora plazminogena (akronim rtPA) smatrala zlatnim standardom u lečenju ishemijskog moždanog udara, no razvojem endovaskularnih metoda lečenja i istraživanjem njihovih rezultata došlo je do velikih promena u ovom području medicine. Mehanička trombektomija predstavlja veliki korak u unaprijeđenju terapijskih mogućnosti za obolele. Njenom primenom povećao se broj uspešnih rekanalizacija krvnih sudova, smanjilo vreme okluzije i povećan je broj pacijenata sa povoljnim funkcionalnim ishodom, što predstavlja značajan dobitak za društvenu zajednicu.
Zbog primene lokalne anestezije i minimalne incizije vreme oporavka je kratko i pacijenti mogu biti otpušteni iz bolnice u roku od nekoliko dana. Najveći problem danas ostaje neadekvatna dostupnost metode jer zaheva sofisticiranu i skupu opremu, visokospecijalizirane i iskusne hirurge i sveobuhvatnu neurološku negu, ali njena nespornu efekat primorava zdravstvene sisteme na temeljnu reorganizaciju zbrinjavanja pacijenata s moždanim udarom.

## Opšte informacije
Moždani udar je i dalje drugi najveći uzrok smrti u svetu i glavni uzrok invaliditeta. Troškovi moždanog udara za NHS u Engleskoj se procenjuju na oko 3 milijarde funti godišnje, u okviru šireg ekonomskog troška od oko 8 milijardi funti. Oko 85% moždanih udara je ishemijsko, a većina je uzrokovana arterijskom trombozom ili embolijom sa rezultirajućim gubitkom neurološke funkcije.
Više od jedne trećine akutnih ishemijskih moždanih udara (AIS) uzrokovano je okluzijom velikih arterija (LAO). Okluzija velike arterije se odnosi na okluziju terminalnog dela unutrašnje karotidne arterije, proksimalne srednje cerebralne arterije (MCA) ili bazilarne arterije, a blagovremena revaskularizacija je povezana sa značajno poboljšanim kliničkim ishodima i smanjenim mortalitetom.
Tretman zlatnih standarda, intravenska alteplaza, bio je uspešan u liziranju velikih ugrušaka odgovornih za LAO u manje od 30% slučajeva i doveo do dobrih kliničkih ishoda kod samo oko 25% takvih pacijenata. Pored toga, upotreba intravenske (IV) trombolize je često bila ograničena odloženim predstavljanjem pacijenta ili drugim kontraindikacijama kao što su moždani udari iz buđenja, pacijent na antikoagulansima, nedavna operacija ili krvarenje.
Uspeh intravenoznog tkivnog aktivatora plazminogena je ograničen kod akutne okluzije velikih sudova, sa samo 7% do 12% slučajeva koji postižu odlične kliničke rezultate. 2 Nedavna značajna randomizovana kontrolisana ispitivanja pokazala su da je mehanička trombektomija korišćenjem stent retrivera brz i efikasan tretman za pacijente sa okluzivnim akutnim ishemijskim moždanim udarom velikih krvnih sudova.3 – 7 Međutim, čak i sa visokim stopama uspeha koji se vide nakon standardne mehaničke trombektomije korišćenjem vađenja stenta, skoro jedna trećina pacijenata sa okluzivnim ishemijskim moždanim udarom velikih sudova ostaje bez adekvatne rekanalizacije.

## Mehanička trombektomija dvostrukim stent retriverom
Mehanička trombektomija korišćenjem dvostrukog stent retrivera je nova tehnika koja uključuje istovremeno postavljanje dva stent retrivera jedan pored drugog u ugrušak na bifurkaciji arterije i izvlačenje kao jedne jedinice za trombektomiju. Tehnologija retrivera stentova je trenutni standard za mehaničku trombektomiju kod akutnog ishemijskog moždanog udara vađenjem samo-ekspandirajućeg stenta.
Jedinstveni dizajn stenta ima dve funkcije: 
- prvo, on deluje kao privremeni bajpas dozvoljavajući trenutno obnavljanje protoka kroz ugrušak širenjem stenta unutar ugruška,

- drugo, on zadržava ugrušak unutar svog stenta. podupirači, olakšavajući izvlačenje ugruška.

Trenutno, najčešće korišćeni stent retriveri su uređaj za revaskularizaciju Solitaire FR (EV3 Neurovascular, Irvine, Kalifornija) i Trevo Provue Retrieval Sistem (Striker Neurovascular, Kalama-zoo, Michigan). Zdravstvo Kanade je odobrilo uređaj Solitaire FR 2012. godine i sistem Trevo Provue 2013. za upotrebu kod akutnog ishemijskog moždanog udara. Oba su podjednako efikasna, sa većim stopama rekanalizacije i poboljšanim kliničkim ishodima u poređenju sa upotrebom samo intravenoznog tkivnog aktivatora plazminogena.

## Cilj i prednosti mehaničke trombektomije
Mehanička trombektomija (MT) ima za cilj uklanjanje ometajućeg krvnog ugruška iz arterija u mozgu direktno uvođenjem uređaja za vađenje ugruška koji se isporučuje preko intravaskularnog katetera, čime se obnavlja protok krvi i minimizira oštećenje tkiva.
MT ima nekoliko prednosti u odnosu na lizu IV ugruška koje uključuju:
- veću efikasnost,
- veći period lečenja
- može se primeniti kod pacijenata sa nekim kontraindikacijama za IV trombolizu.[17]

## Indikacije
Mehanička trombektomija koristi se kod:
- okluzija proksimalnih velikih krvnih sudova kao što su unutrašnje karotidne arterije,

- M1 segment srednje moždane arterije,

- A1 segment prednje moždane arterije,

- bazilarna i vertebralna arterija.

Svim pacijentima koji ispunjavaju kriterijima za primenu intravenske trombolize, treba dati rekombinantni tkivni aktivator plazminogena (akronim rtPA) bez obzira na razmatranje endovaskularnog lečenja. Također nakon primene rtPA ne treba čekati terapijski odgovor već ako pacijent zadovoljava kriterijima za endovaskularno lečenje isto treba odmah započeti.

## Kriterijumi
U kriterije za endovaskularno lečenje spadaju: 
1) vrednost mRS skale 0 ili 1 pre moždanog udara 
2) okluzija na mestima dostupnim mehaničkoj trombektomiji 
3) starost ≥ 18 godina 
4) NIHSS bodovi ≥ 6 
5) ASPECTS bodovi ≥ 6 6) početak liječenja unutar 6 sati od početka simptoma.
| Faktor | Kriterijumi |
| --- | --- |
| Dob | Nema gornje starosne granice ako je funkcionalno stanje dobro                                                                                 |
| Ozbiljnost moždanog udara | NIHSS skala ≥6 (umjerena težina ili više) |
| CT angiogram | LAO potvrđen (proksimalni MCA, ICA terminus ili bazilarni); dobre kolaterale                                                                  |
| Običan CT | ASPECTS skor >5 (odsustvo ekstenzivnih ranih ishemijskih promjena); isključivanje krvarenja ili druge patologije koja može objasniti simptome |
| Funkcionalni status prije moždanog udara | mRS rezultat ≤2 (bez invaliditeta do lakšeg invaliditeta)                                                                                     |
| Vremenski prozor | U roku od 6 sati za prednju cirkulaciju; može biti duže u odabranim slučajevima; može biti do 24 sata u stražnjoj cirkulaciji (bazilarnoj)    |
| Tumačenje skraćenica: NIHSS=Skala za moždani udar Nacionalnog instituta za zdravlje; CT=kompjuterska tomografija; LAO=okluzija velike arterije; MCA=srednja cerebralna arterija; ICA=unutrašnja karotidna arterija; ASPECTS=Rani CT rezultat programa Alberta moždanog udara; mRS=modifikovana Rankinova skala | |

## Komplikacije
Komplikacije mehaničke trombektomije mogu se dogoditi tokom samog postupka ili postoperativno. Razlikuju se u težini i neke od njih mogu biti fatalne ili posledica dugoročnih neuroloških deficita.
Ukupna stopa komplikacija mehaničke trombektomije je oko 4 do 29%, na osnovu podataka nekih studijama. Međutim, mnoge komplikacije su male i ne utiču na konačne ishode za pacijente.
Jedna od prvih komplikacija koja se može dogoditi je povreda živca i/ili krvnog suda prilikom punkcije. Ova komplikacija može rezultovati pojavom hematoma na mestu punkcije, disekcijom krvnog suda i pojavom infekcije. 
Jedna od najozbiljnih komplikacija je intrakranijalna arterijska perforacija koja je povezana sa povećanim mortalitetom i smanjenim pozitivnim funkcijskim ishodom. Posebno je opasna tokom ili neposredno nakon trombolitičke infuzije. 
Rizik za perforaciju (u 0,9 do 4,9% slučaja) je najveći tokom slepog manevra kada hirurg pokušava da dobije pristup okludiranom krvnom sudu mikrokateterom i prilikom povlačenja stent retrievera prema spolja.
Arterijska diskecija (u 3% slučaja ) često je asimptomatska ako se rano lokalizuje i prepozna. Međutim, ova komplikacija dovodi do povećanog rizika za tromboembolijski incident (6%) i nastanak neurološkog deficita. Može se dogoditi tokom celog postupka i rezultat je manipulacije kateterom ili žicom vodiljom.
Intracerebralno krvarenje (ICH) jedna je od češćih i opasnijih komplikacija (u 4,3% slučajeva) koja se može dogoditi tokom ili unutar 72 sata nakon zahvata. Glavni rizični faktor za razvoj ICH je intravenska primena trombolitičkog sredstva, ali bitno je napomenuti da nema dokazane povezanosti o povećanoj incidencije ove komplikacije u kombinovanom lečenju sa mehaničkom trombektomijom.
U rizične faktore za ovu komplikaciju ubrajamo i veći volumen jezgre infarkta, prolongiranu trombektomiju, povredu i perforaciju krvnog suda.
Subarahnoidno krvarenje se može javiti u 2,5%).
U druge potencijalne komplikacije spadaju vaszospazam krvnih sudova i komplikacije na mestu vaskularnog pristupa (uključujući disekciju, formiranje pseudoaneurizme, retroperitonealni hematom i infekciju).

## Ishod lečenja
Procjenjuje se da 10% moždanog udara će imati koristi od ovog tretmana, ali, kao i kod bilo kojeg drugog moždanog udara, za dobre ishode pacijenata potrebna je visokokvalitetna jedinice intenzivne nege za moždani udar u akutnoj i rehabilitaconoj fazi bolesti.
Velika metaanaliza HERMES (Highly Effective Reperfusion evaluated in Multiple Endovascular Stroke Trials) grupe dokazala je prednosti endovaskularne trombektomije u lečenju ishemijskog moždanog udara nakon okluzije velikog krvnog sudae. Studija je pokazala da će na svakih 100 lečenih pacijenata njih 38 imati manje neurološke deficite nego da su lečeni isključivo intravenskim rekombinantnim tkivnim aktivatorom plazminogena (rtPA) i da će 20 pacijenata više postići punu funkcionalnu nezavisnost. Studija pokazuje prednosti endovaskularne terapije u svim starosnim grupama i ne pronalazi razlog uskraćivanja iste po kriterijumu starosti.

## Literatura
- Higgins, J. P. T.; Altman, D. G.; Gotzsche, P. C.; Juni, P.; Moher, D.; Oxman, A. D.; Savovic, J.; Schulz, K. F.; Weeks, L.; Sterne, J. A. C.; Cochrane Bias Methods Group; Cochrane Statistical Methods Group;  . (2011). „The Cochrane Collaboration's tool for assessing risk of bias in randomised trials”. BMJ. 343: d5928. PMC 3196245 . PMID 22008217. doi:10.1136/bmj.d5928.
- Badhiwala, J. H.; Nassiri, F.; Alhazzani, W.; Selim, M. H.; Farrokhyar, F.; Spears, J.; Kulkarni, A. V.; Singh, S.; Alqahtani, A.; Rochwerg, B.; Alshahrani, M.; Murty, N. K.; Alhazzani, A.; Yarascavitch, B.; Reddy, K.; Zaidat, O. O.; Almenawer, S. A. (2015). „Endovascular thrombectomy for acute ischemic stroke: a meta-analysis”. JAMA. 314 (17): 1832—43. PMID 26529161. doi:10.1001/jama.2015.13767.
- Chen C-J, Ding D, Starke RM, Mehndiratta P, Crowley RW, Liu KC;  . (2015). „Endovascular vs medical management of acute ischemic stroke”. Neurology. 85 (22): 1980—90. PMC 4664128 . PMID 26537058. doi:10.1212/WNL.0000000000002176.
- Knapp, G.; Hartung, J. (2003). „Improved tests for a random effects meta-regression with a single covariate”. Stat Med. 22 (17): 2693—710. PMID 12939780. doi:10.1002/sim.1482.
- Mocco J, Zaidat OO, Kummer von R, Yoo AJ, Gupta R, Lopes D;  . (2016). „Aspiration thrombectomy after intravenous alteplase versus intravenous alteplase alone”. Stroke. 47 (9): 2331—8. PMID 27486173. doi:10.1161/STROKEAHA.116.013372.
- Bracard, S.; Ducrocq, X.; Mas, J. L.; Soudant, M.; Oppenheim, C.; Moulin, T.; Guillemin, F.; THRACE investigators (2016). „Mechanical thrombectomy after intravenous alteplase versus alteplase alone after stroke (THRACE): A randomised controlled trial”. Lancet. 15 (11): 1138—47. PMID 27567239. doi:10.1016/S1474-4422(16)30177-6.

## Spoljašnje veze
|  | Molimo Vas, obratite pažnju na važno upozorenje u vezi sa temama iz oblasti medicine (zdravlja). |